# Classe 350
La Classe 350 è stata una delle classi del Motomondiale. Si disputò dal 1949 al 1982.

## Storia
Le origini della 350 vanno fatte risalire a una classe, quella della 1/3 di litro, popolare agli inizi del XX secolo: tra le prime gare della terzo di litro di cui si ha notizia vi è il Critérium du Tiers-de-Litre, svoltosi a Parigi nel 1904 e 1905, vinto nella sua prima edizione da Alessandro Anzani.

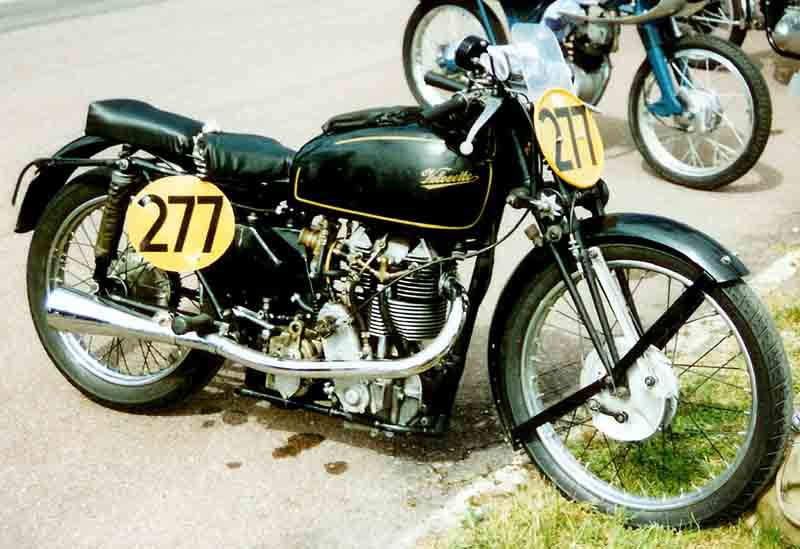
Una Velocette KTT come quelle iridate nel 1949-50

La categoria terzo di litro iniziò a diffondersi: nel 1911 venne disputata la prima edizione dello Junior TT e del Campionato Italiano, dove la classe era ammessa. La classe 1/3 di litro si trasformerà gradatamente in "350 cc" negli anni seguenti, a partire dallo Junior TT edizione 1912.
Passata la prima guerra mondiale, la 350 vedrà il predominio, nelle gare internazionali, di moto e centauri britannici: è il caso del Campionato Europeo, nato nel 1924, che vedrà, nelle sue 18 edizioni, 15 piloti britannici campioni della categoria.
Con la nascita del Motomondiale, nel 1949, continuò il predominio dei centauri anglosassoni e delle moto britanniche, con AJS, Norton e Velocette a fare da padroni. Il predominio delle macchine britanniche venne rotto nel 1953, quando la Moto Guzzi irruppe sulla scena della 350 con una monocilindrica derivata dal Gambalunghino 250. La Casa di Mandello dominò la scena della categoria dal '53 al '57, ottenendo 5 titoli consecutivi con Fergus Anderson, Bill Lomas e Keith Campbell, nonostante la concorrenza di DKW, Gilera e MV Agusta.
Ritiratasi la Guzzi a seguito del Patto di astensione, toccò alla MV Agusta prendere il ruolo della Casa di Mandello, grazie a John Surtees (3 titoli) e Gary Hocking (1 titolo). La stagione 1962 vide l'ingresso nella categoria della Honda, che con Jim Redman fece suo il Mondiale, grazie a 4 vittorie, staccando nettamente il migliore tra i piloti MV, Mike Hailwood (3°, dietro anche all'altro pilota Honda Tommy Robb). Il dominio Honda in 350 fu così schiacciante negli anni successivi che la Casa di Cascina Costa dovette rispondere con una nuova moto: la celebre tre cilindri. Ritiratasi la Honda a fine 1967, dopo 6 titoli consecutivi, 4 con Redman e 2 con Hailwood, ricominciò per l'MV Agusta un altro ciclo di vittorie, grazie a Giacomo Agostini, primo centauro non anglosassone a vincere nella categoria.

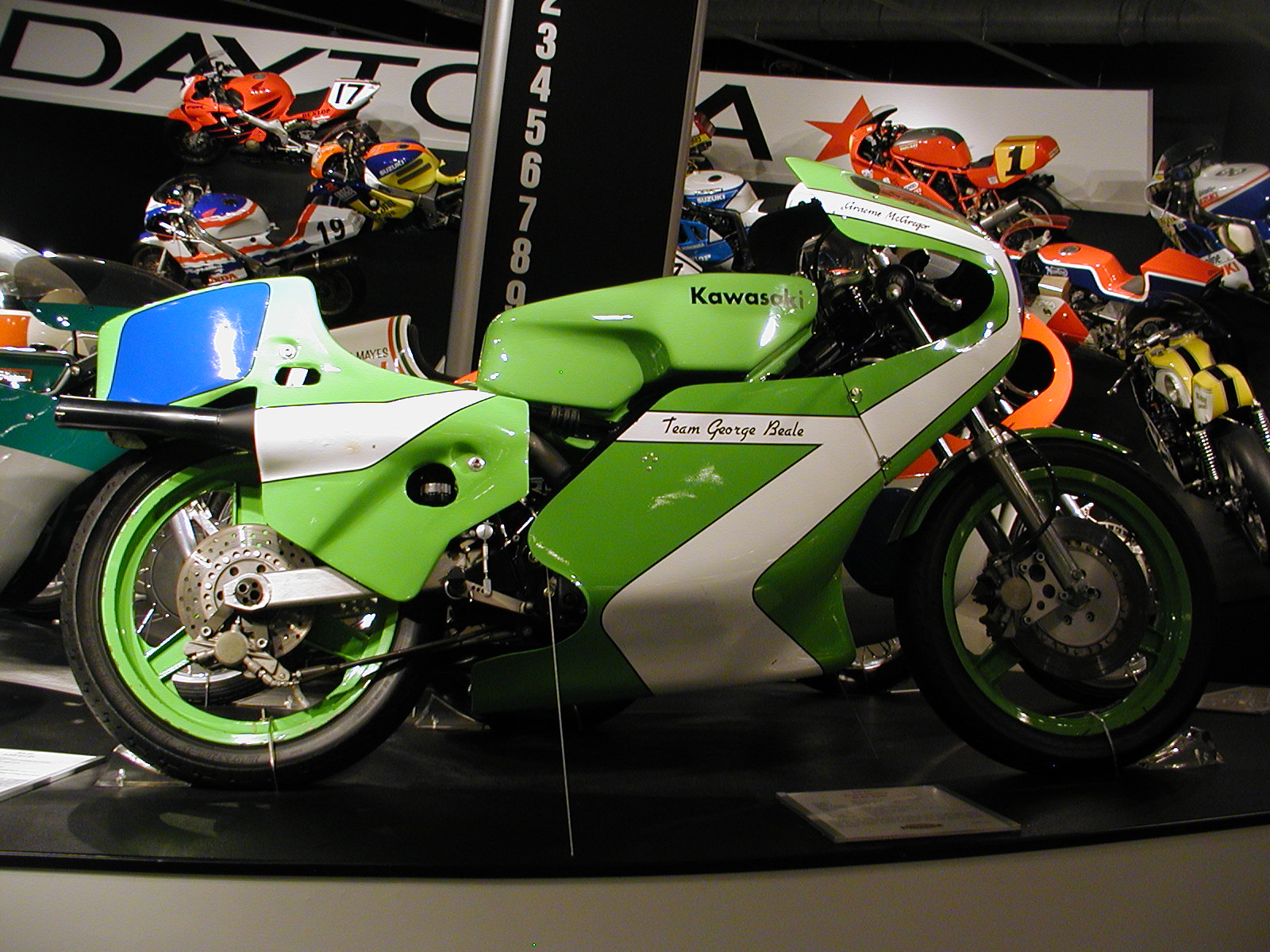
Una Kawasaki KR 350 come quelle plurivittoriose dal 1978 al 1982

A partire dagli anni settanta la categoria vide le griglie di partenza riempirsi di Yamaha TR e TZ, bicilindriche due tempi molto diffuse tra i piloti privati. Sarà una TZ che darà ad Agostini, nel 1974, il primo titolo per una moto a due tempi in 350. Progressivamente la formula tecnica della TZ 350 diventerà quella standard della categoria, imitata anche da altri costruttori, come Harley-Davidson (iridata nel 1976 con Walter Villa) e Kawasaki. Sarà proprio la Casa di Akashi a dominare la categoria tra gli anni Settanta e gli anni ottanta, vincendo i titoli dal 1978 al 1982, con l'eccezione del 1980.
Divenuta una sorta di "doppione" della 250, della quale condivideva le caratteristiche tecniche, e con prestazioni simili alla 500, la classe 350 venne abolita alla fine della stagione 1982, senza essere rimpiazzata.